# 679996 Mariyafilippovna
679996 Mariyafilippovna è un asteroide della fascia principale interna. Scoperto nel 2023, presenta un'orbita caratterizzata da un semiasse maggiore pari a 1,869843 UA e da un'eccentricità di 0,095995, inclinata di 24,866035° rispetto all'eclittica.